# 二重マル健康テレビ
『二重マル健康テレビ』（にじゅうまるけんこうテレビ）は、日本全国の地方民放テレビ局で放送していたアサヒ緑健企画・制作・提供の健康情報テレビ番組。30分。

## 番組概要
1997年10月に設立された健康食品販売会社、アサヒ緑健（本社・福岡市）が設立時から企画・制作。アサヒ緑健のテレビショッピング番組（番組形態のインフォマーシャル）の第1号。1998年より全国で放送開始された。
番組では毎回、著名人をゲストを招き、健康の秘訣などを語ってもらうほか、アサヒ緑健が製造・販売する大麦若葉を使用した健康食品「緑効青汁」といった商品などの紹介もしていた。
司会はキャスターの玉利かおると、俳優・タレントの小野ヤスシが務めていた。内容によっては玉利が単独で司会をする回と小野・玉利コンビの回があった（このコンビは現在の「健やか倶楽部・情報局」に継承された）。また、小野の回ではアシスタントがつくこともあった。

## 編成
主に東京メトロポリタンテレビジョン（東京MXテレビ→TOKYO MX）、テレビ神奈川（TVK→tvk）などの独立局を中心に、在京キー局・在阪準キー局を除く地方民放テレビ局100局前後で特に早朝や午前、午後～夕方にかけてのローカル編成枠（ゴールデンタイムなど夜間は除く）を中心に放送。
番組としての放送形態は様々である。同一地域において複数の局で放送されるケースや、同じ局で週もしくは一日に数回も放送されるケース（同一日で放送内容・ゲストが異なる場合も）、さらには放送済みの同一内容の回が何度も放送されるケースも散見された（局によっては「この番組は（西暦）年に制作されたものです」と表示）。
地上波以外では、CS放送のニュースチャンネル・朝日ニュースターで放送され、また2000年12月にBSデジタル放送が開始された際には、BS朝日、BS-i（現・BS-TBS）、BSフジでも週1回放送していた。

## 薬事法違反の恐れ
本番組は健康番組に名を借りた『緑効青汁』のテレビショッピングであり、販売元のアサヒ緑健はこうしたやり方で売り上げを伸ばし、2000年には年商60億円となるなど業績を伸ばした。同社設立から3年半後の2001年4月、厚生労働省が、放送内容が『薬事法に違反しているおそれがある』として、同社に番組の放送を中止するよう通告した。通告を受けた同社は事態を重く見て、全国各地のテレビ局（地方民放各社、BSデジタル3社、朝日ニュースター）に対し、すでに各局に納品していた本番組のストック分素材の放送を中止するよう要請。2001年春を最後に各局において放送を打ち切った。
ちなみに千葉テレビ放送（CTC）では、薬事法抵触の発覚後、残りの放送分が同じ日に連続して放送されたが、この番組は前述の同社からの広告料収入が大きく、残りの放送分の収入がなくなることを恐れて駆け込み放送をしたとみられている。一方で放送開始前から各局の考査部から本番組は法令上問題があるのではないかとの指摘があったとする報道もある。本番組の放送中止から数ヶ月間、アサヒ緑健は自社企画によるテレビ番組の制作とCM放映、番組提供を自粛していたが、その後『緑効青汁』のテレビCMを中心に再開。現在は「人生の切符」「健康の達人」などの番組を制作・放映している。

## その他
- 番組中の『緑効青汁』のCMの最後に、受付電話番号（通話料無料のフリーフォン）とともに、その電話番号の歌が流れていた（2006年秋に電話番号変更のため終了した）。